# Reichenhaller Kálmán
Lovag Reichenhaller Kálmán (Pest, 1852. március 16. – Budapest, 1919. április 16.) magyar kémikus, mineralógus, pedagógus.

## Életpályája
Szülei Reichenhaller Kálmán és Mátyus Ilona voltak. Középiskoláit Vácon és Sopronban járta ki. Tanulmányait a keszthelyi gazdasági tanintézetben, a magyaróvári gazdasági akadémián és a selmecbányai bányászati akadémián végezte el. 1872–1874 között tanársegédként működött Schenek István professzor mellett az általános és elemi vegytan tanszéken. 1874–1877 között külföldi tanulmányutat tett. 1875-ben Heidelbergben Robert Wilhelm Bunsen mellett tanársegédként dolgozott. 1877-ben a kémia doktora lett. Hazatérve 1877–1880 között az aradi állami főreáliskola kémiatanára volt. 1878-ban Budapesten is ledoktorált vegytanból. 1880–1919 között a budapesti V. kerületi (lipótvárosi) Markó utcai állami főreáliskola rendes tanára volt. 1884-től a budapesti államrendőrség főorvosi hivatalának vegyészeként is tevékenykedett.
Munkái mellett a reáliskolák részére több tankönyvet írt. Nevéhez köthető az országos államrendőrségi kémiai vizsgálatok megszervezése és irányítása. Sírja a Fiumei úti sírkertben található (37-3-74).

## Magánélete
Felesége petheömihályfai Petheő Irén (1867-?) volt.

## Művei
- A műszaki vegytan egyes fejezetei. M. kir. pénzügyi közegek, gazdasági és iparintézetek számára. A szöveg közé nyomott 98 ábrával (Budapest, 1887)
- Általános anorganikus és organikus chemia. Középiskolák és tanítóképző intézetek számára. (Budapest, 1889-1890)
- Szeszgyártás és ecetgyártás. Különös tekintettel a szesztermelési adó ellenőrzésére. Pénzügyi közegek, gazdasági és ipariskolák számára. 34 a szöveg közé nyomott ábrával (Stiassyny Nándorral, Budapest, 1890)
- Anorganikus chemia és mineralogia. Főreáliskolák és tanítóképző-intézetek számára. Az 1899. tantervnek megfelelően teljesen átdolgozott harmadik kiadás. (Budapest, 1901)
- Chemia és mineralogia. Főgymnasiumok VI. osztálya számára. Az 1899. tantervnek megfelelő első kiadás. 196 a szöveg közé nyomott rajzzal és két színes képpel (Budapest, 1901)
- Organikus chemia. Főreáliskolák VII. osztálya számára. az 1899. hivatalos tantervnek megfelelő harmadik kiadás. 53 a szöveg közé nyomtatott rajzzal (Budapest, 1902)
- Mineralogia és kémia főgymnasiumok számára (Budapest, 1903, 1906)